# أياكا أوهاشي
أياكا أوهاشي (大橋彩香 أوهاشي أياكا) هي مطربة ومؤدية أصوات يابانية ولدت في 13 سبتمبر 1994 في طوكيو.

## أدوارها في الأنمي

### مسلسلات أنمي تلفزيونية
- الفرسان والسحر - أديلتروت ألتر
- آيدولماستر سندريلا جيرلز - أوزوكي شيمامورا
- أكامي غا كيل! - كورومي
- آيكاتسو! - ران شيبوكي
- آيكاتسو فريندز! - ميراي أسوكا
- إيوريكا سفن AO - فلور بلان
- هاماتورا - ري
- رد:_هاماتورا - ري
- الآلي السليم دايميدالر - موريكو توموياسي
- غارو: القمر القرمزي - كاغويا
- غارو: فانيشينغ لاين - ليزي
- كونكريت ريفولوتيو: فنتازيا الخوارق - جاكي
- كونكريت ريفولوتيو: فنتازيا الخوارق THE LAST SONG - جاكي
- كوميت لوسيفر - فيليا
- إندرايد - فالاريون
- أنتقام ماساموني-كن - أكي أداغاكي
- الفتاة الساحرة أوري - ساكي أونو
- ري:كرياتورز - سيتسونا شيمازاكي
- ذا غود أوف هاي سكول - يو ميرا

### أفلام أنمي
- آيكاتسو! - ران شيبوكي
- غارو: ديفاين فليم - كريستينا

## أدوارها في ألعاب الفيديو
- آيدولماستر سندريلا جيرلز - أوزوكي شيمامورا

## وصلات خارجية
- أياكا أوهاشي على موقع IMDb (الإنجليزية)
- أياكا أوهاشي على موقع ميوزك برينز (الإنجليزية)
- أياكا أوهاشي على موقع ديسكوغز (الإنجليزية)
- أياكا أوهاشي على موقع قاعدة بيانات الفيلم (الإنجليزية)
- أياكا أوهاشي على موقع كينوبويسك (الروسية)
- أياكا أوهاشي على موقع ANN person (الإنجليزية)